# 成盛三
成盛三（1912年—），山东黄县人，中华人民共和国政治人物，中国民主建国会中央委员会原常务委员、吉林省委员会原主任委员，吉林省政协原副主席，第二、三、五、六、七届全国人大代表。